# Tesoro del Oxus

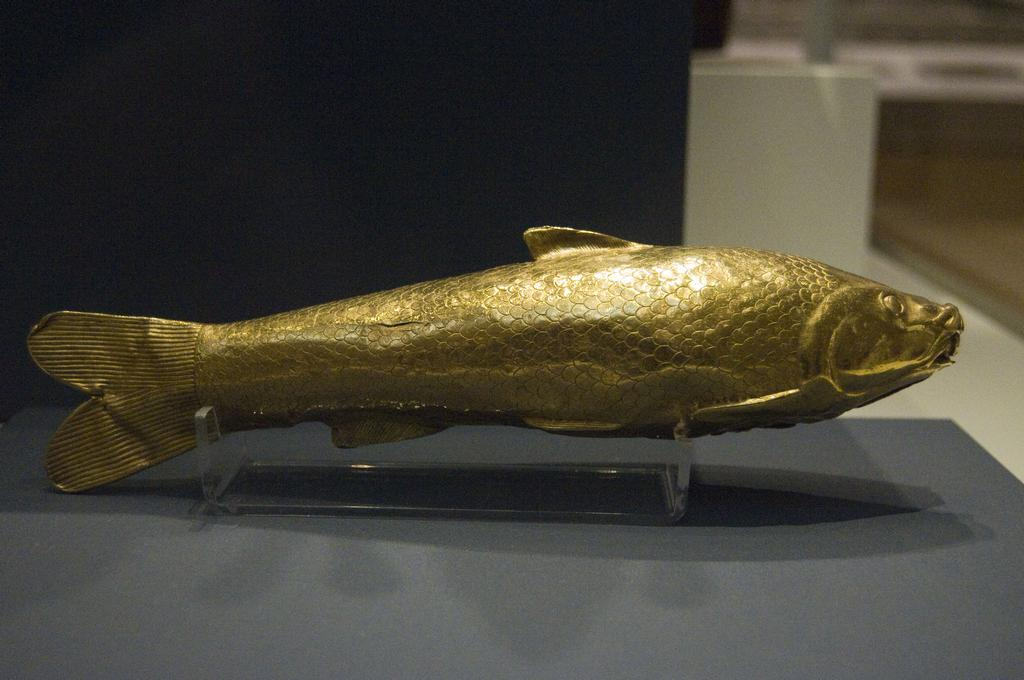
Pez hueco de oro, parte del tesoro. Es posible que fuera un recipiente para aceite o perfumes, aunque tiene un gancho sobre la aleta para colgarlo. Cabe pues la posibilidad de que formara parte de un colgante.

El tesoro del Oxus es una colección de ciento setenta objetos de metalurgia en plata y oro de la época aqueménida, datados entre el 550 a. C. y el 330 a. C. Se encuentra en su casi totalidad en el Museo Británico de Londres, salvo algunas piezas que se hallan en el Museo de Victoria y Alberto de la misma ciudad. Se cree que fue hallado entre 1876 y 1880 en la ribera norte del río Amu Daria (antiguamente conocido como Oxus u Oxo), en el actual Tayikistán (antigua región histórica de Bactriana), y constituye el tesoro mejor conocido de objetos de oro y plata de la época aqueménida. Es de extraordinaria importancia no solo por la calidad de sus piezas, sino porque ha constituido la base del estudio de la orfebrería aqueménida. El tesoro, integrado por miniaturas de carros con sus caballos, sellos, figuras, brazaletes, anillos, monedas, jarras, placas votivas y objetos personales, fue vendido en bazares de la India británica (en el actual Pakistán) y reunido de nuevo por el anticuario inglés Augustus Wollaston Franks, el cual lo legó al Museo Británico en 1897.

## Historia

La región de Asia Central conocida como Transoxiana y el río Amu Daria (Oxus), lugar donde se halló el tesoro.

### Marco geográfico
Se desconoce el lugar exacto de su descubrimiento. Esto se debe a que el tesoro del Oxus no procede de una excavación arqueológica, sino que fue adquirido por unos comerciantes a habitantes de la zona en la que se cree que se habría desenterrado o encontrado el tesoro entre los años 1876 y 1880 (la actividad de los cazadores de tesoros, que se dedicaban a buscar piezas que luego vendían, era una acción muy corriente a finales del siglo XIX). Se trata de un área situada en la margen derecha del tramo medio del río Amu Daria (el Oxus de los antiguos), poco después de la confluencia de los ríos Panj y Vajsh, pero antes de la desembocadura del Kofarnihon en el Amu Daria. Toda esta zona formaba parte en la Antigüedad de la región histórica de Bactriana.
El Amu Daria es un río del Asia Central. Nace en la cordillera de Pamir y, con el nombre de Pamir, discurre en dirección estesudeste, constituyendo el límite norte del corredor de Wakhan y, por tanto, la frontera entre Afganistán y Tayikistán. Tras recibir el aporte del río Wajan por la izquierda, y transformarse en el río Panj, la corriente sigue hacia el estesudeste. En Ishtragh inicia un giro en forma de U hacia el norte y vira luego hacia al suroeste, conservando siempre su condición de frontera afgano-tayika. Tras recibir el aporte del río Vajsh por la derecha, el río toma ya su nombre de Amu Daria y vira hacia el oeste-noreste, pasando a ser poco después la frontera con Uzbekistán (unos 200 km). Durante 100 km más marca la frontera entre Afganistán y Turkmenistán y después entra en este país, donde corre hacia el norte y, de nuevo en Uzbekistán, culmina en un delta que desagua en parte en el mar de Aral o termina por perderse en el desierto.

Antiguas ciudades de la Bactriana helenística.

Un origen posible del tesoro es el emplazamiento de Takht-i Kuwad, en la orilla septentrional del Amu Daria, en el actual Tayikistán. En este lugar existió un embarcadero para transbordadores y constituye un poblamiento muy antiguo, una cuarta parte del cual ha sido erosionado y arrastrado por la corriente del río. Otro origen considerado es el yacimiento arqueológico de Takhti-Sangin ("el Trono de Piedra"), situado cinco kilómetros al norte del anterior. Esta antigua ciudad, candidata de Tayikistán a Patrimonio de la Humanidad, contiene los restos de un templo zoroastriano descubierto y excavado entre 1976 y 1991 por arqueólogos soviéticos liderados por Boris Litvinsky e Igor Pichikyan. En la excavación de este templo, datado al final de la época aqueménida o un poco después, se descubrió gran cantidad de piezas, algunas de ellas del periodo final aqueménida. Se cree que en este templo las ofrendas fueron acumulándose a lo largo de los siglos, desde su construcción a finales del periodo aqueménida o principios del grecomacedónico (siglo III a. C.) hasta el IV d. C. El descubrimiento de este templo ha sido lo que ha llevado a pensar que el tesoro del Oxus podría proceder de Takhti-Sangin. No obstante, esta hipótesis todavía no se ha demostrado. Mientras que las piezas del tesoro del Oxus son fundamentalmente de oro, las piezas excavadas en Takhti-Sangin son en su mayoría de bronce y marfil. Más aún, aunque en Takhti-Sangin se han encontrado algunas piezas de oro aqueménida, la mayor parte de los objetos son del periodo helenístico. Una hipótesis es que durante el siglo II a. C. pudo haber una invasión de tribus nómadas kushanas que forzó a los sacerdotes del templo a enterrar sus tesoros más preciosos hasta que hubiese pasado el peligro. Sin embargo, por alguna razón, el tesoro no fue recuperado nunca y permaneció enterrado hasta el siglo XIX.

### La dinastía aqueménida
Todos los pueblos de Oriente Próximo fueron reunidos bajo un único Estado por Ciro el Grande (550 a. C.-529 a. C.). Pero fue durante el reinado de Darío I (521 a. C.-486 a. C.) cuando la dinastía vivió su máximo esplendor y el Imperio aqueménida se extendió hasta la India. Darío hizo construir grandes palacios reales en Susa y Persépolis, y dejó testimonio en las placas de oro y plata que se han encontrado depositadas en los cimientos de la sala Apadana de Persépolis:

Éste es el reino que ostento, desde los escitas, que están más allá de Sogdiana, hasta Etiopía; desde el Sind hasta Sardes.

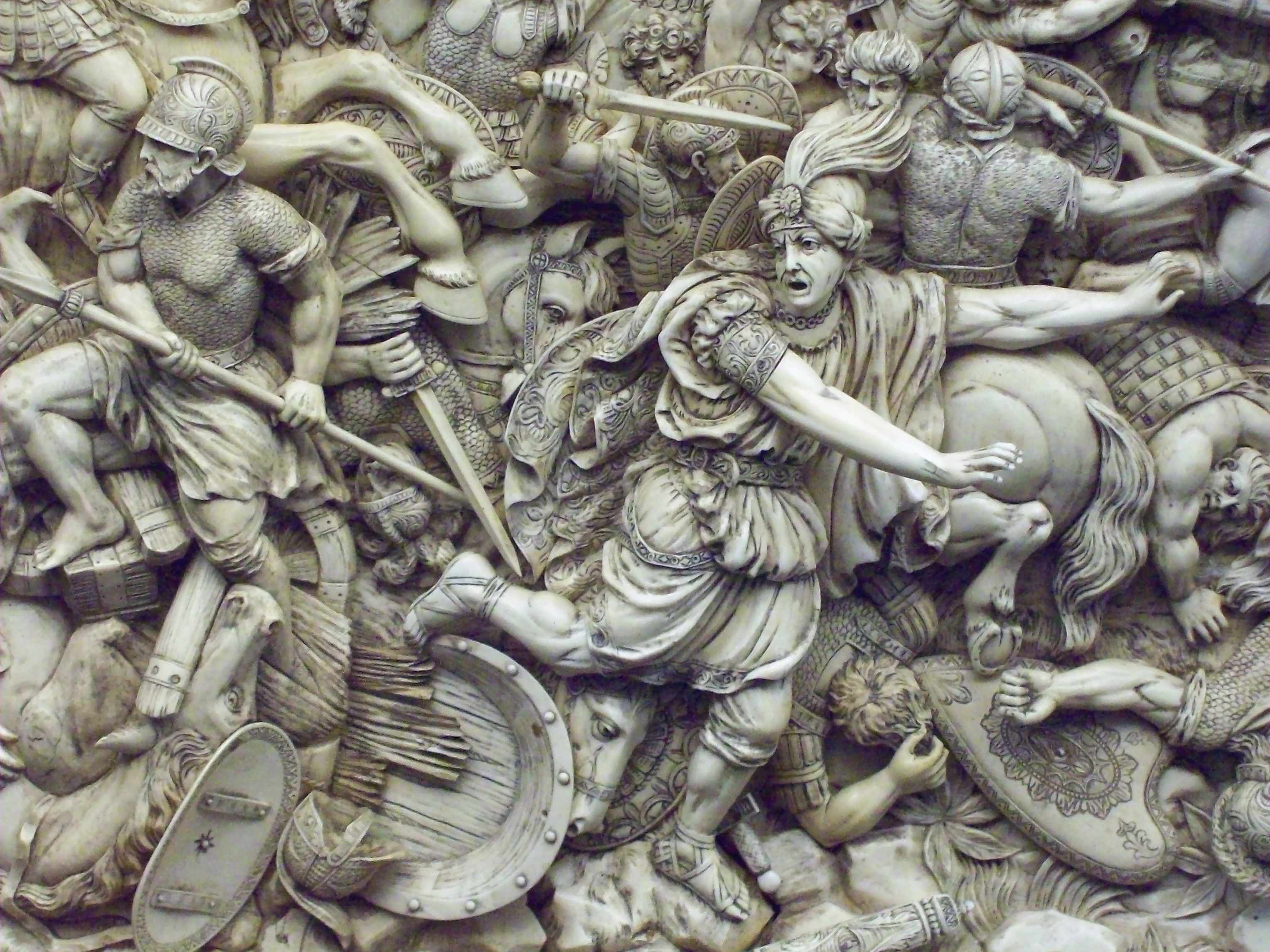
Huida de Darío III en la batalla de Gaugamela (331 a. C.). Relieve en marfil del siglo XVIII (Museo Arqueológico Nacional, Madrid).

Aunque se desconoce el lugar exacto del que procede el tesoro del Oxus, la región en la que se halló había formado parte de Bactriana durante la Antigüedad. No es conocido si Bactriana formó parte del Imperio medo, pero formó parte del Imperio aqueménida desde su conquista por Ciro el Grande en una campaña llevada a cabo probablemente entre el 545 a. C. y el 540 a. C. Desde entonces, fue una de las principales satrapías del Imperio persa. Durante la guerras intestinas del año 522 a. C., Dadarsi, sátrapa de Bactriana, fue un valioso aliado del rey Darío I. Ya en el reinado de Jerjes I, el sátrapa Masistes intentó fallidamente iniciar una rebelión. Del mismo modo, cerca del 462 a. C. estalló en Bactriana una revuelta contra el rey Artajerjes I, liderada por su hermano Histaspes (Diodoro Sículo, XI 68) o por un sátrapa llamado Artabano (Ctesias, 35). Después de que Darío III fuera derrotado por Alejandro Magno, su asesino (Besos), el sátrapa de Bactriana, intentó organizar una resistencia nacional en su satrapía. Alejandro conquistó Bactriana sin mucha dificultad. Solo en Sogdiana, al norte de Bactriana, encontró una resistencia fuerte. Bactriana se volvió una provincia del Imperio grecomacedónico.

### Las artes suntuarias aqueménidas

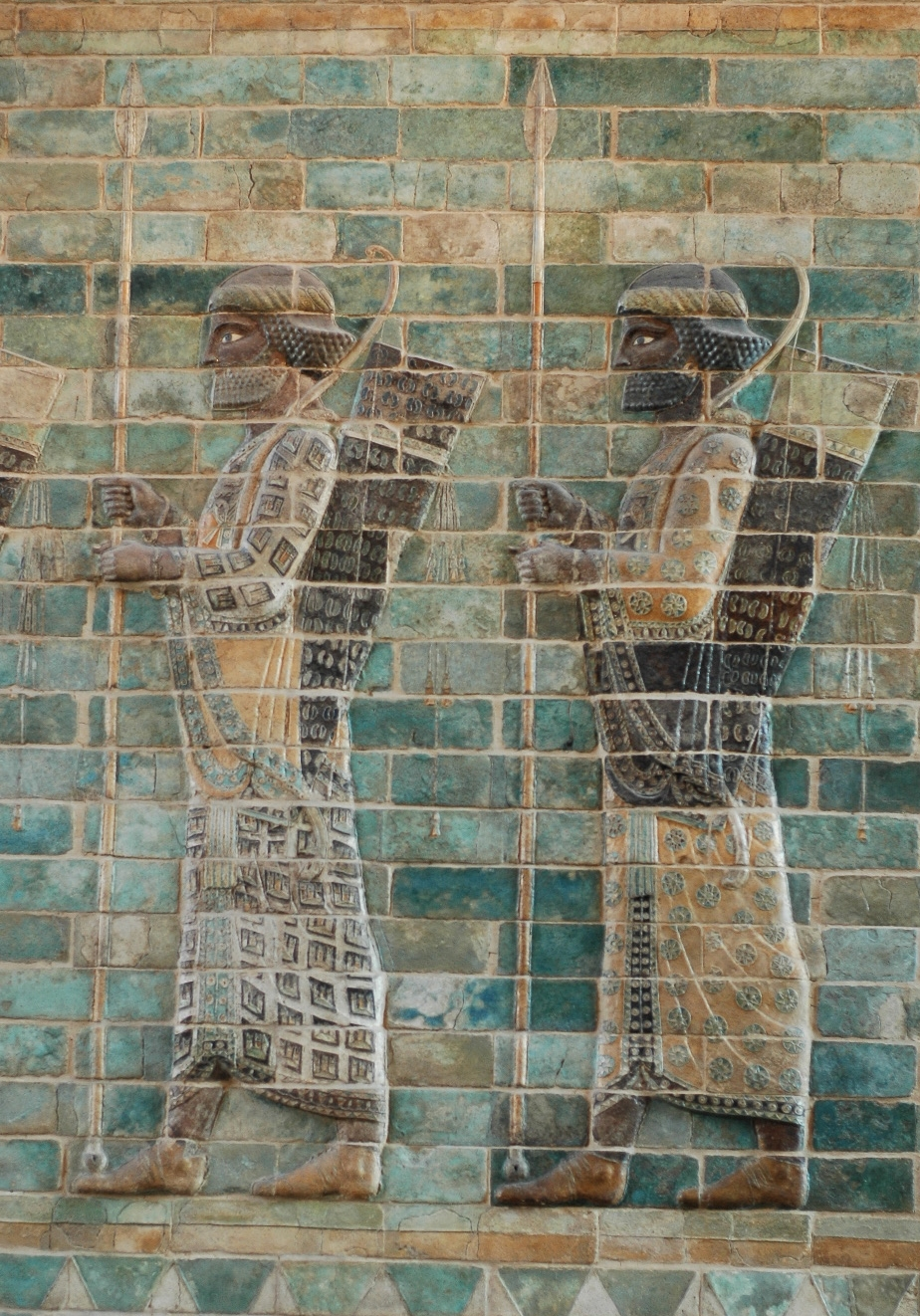
Detalle del friso de los arqueros del palacio de Darío en Susa, c. 510 a. C., actualmente en el Museo del Louvre.

El arte aqueménida, como su religión, fue una mezcla de muchos elementos. Los aqueménidas tomaron las formas artísticas y las tradiciones religiosas y culturales de muchos de los antiguos pueblos de Oriente Próximo y los combinaron en una forma única y característica. Su arte oficial —llamado estilo cortesano, se supone que por imposición más o menos oficial— sobre todo en arquitectura, se observa unificado, con pocas variantes, a través de los palacios construidos en todo su territorio. La característica más importante en estos edificios eran la inclusión de unas columnatas en las llamadas apadanas
Las artes suntuarias fueron un componente fundamental de la producción artística aqueménida. Los persas, al igual que los medos, gustaban de los objetos bellamente trabajados: alfombras, colgaduras, armas, arneses... Su amor por el decorativismo pasó pronto a la arquitectura y a los relieves. Ejemplos de la abundancia de adornos, recipientes de lujo y toda clase de complementos, y de su paso al resto de disciplinas artísticas, son diversos relieves de la capital persa de Susa. Por ejemplo, el friso que representa a los arqueros reales del palacio de Darío muestra a cada uno de los guerreros portando pulseras en sus muñecas.
En la época de esplendor del imperio aqueménida existieron talleres de orfebrería en las capitales imperiales de Susa y Persépolis, los cuales producían piezas que luego se difundían por todo el Imperio. El gusto por la ornamentación de los persas, unida a la riqueza y el poder de la corte y la nobleza favorecieron la labor de estos talleres. La producción artística de joyas, como brazaletes, torques y pendientes, dada su abundancia, apunta a procesos no puramente artesanales, sino de fabricación en serie.

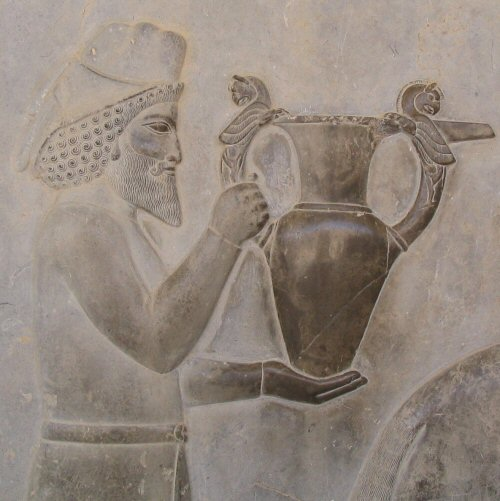
Relieve aqueménida mostrando un ánfora con asas zoomorfas.

Al igual que el resto del arte aqueménida, la producción de los orfebres muestra también la fusión de técnicas y motivos de las culturas de la antigua Asia occidental que integraban el imperio. Entre las técnicas utilizadas, predomina la incrustación de piedras polícromas en el oro, lo que conseguía dar una especial policromía a las piezas. Entre los motivos, perdura el viejo motivo iranio de los animales enfrentados en los extremos de las asas de los recipientes, en ánforas y en brazaletes abiertos. También se manifiesta la preferencia persa por los vasos elaborados en metales preciosos en lugar de los vasos de arcilla pintados. Un signo en la decoración de las vajillas son las líneas acanaladas (en su gran mayoría realizadas en oro y plata para su utilización en banquetes reales), las ánforas con asas zoomorfas antes citadas, y ritones (vasos rituales que contienen el agua utilizada en las ceremonias de purificación previas a los sacrificios; solían ser vasijas de plata u oro en forma de cuerno con la apertura en la parte ancha del cuerno y la cabeza de un animal, generalmente un león, símbolo de la realeza, en su base). Muchas de ellas decoradas con motivos animales.
Por otra parte los objetos de uso más humilde o popular, estaban realizados con un carácter más local y por lo tanto no con la misma uniformidad en todo el imperio.

### Periplo del tesoro

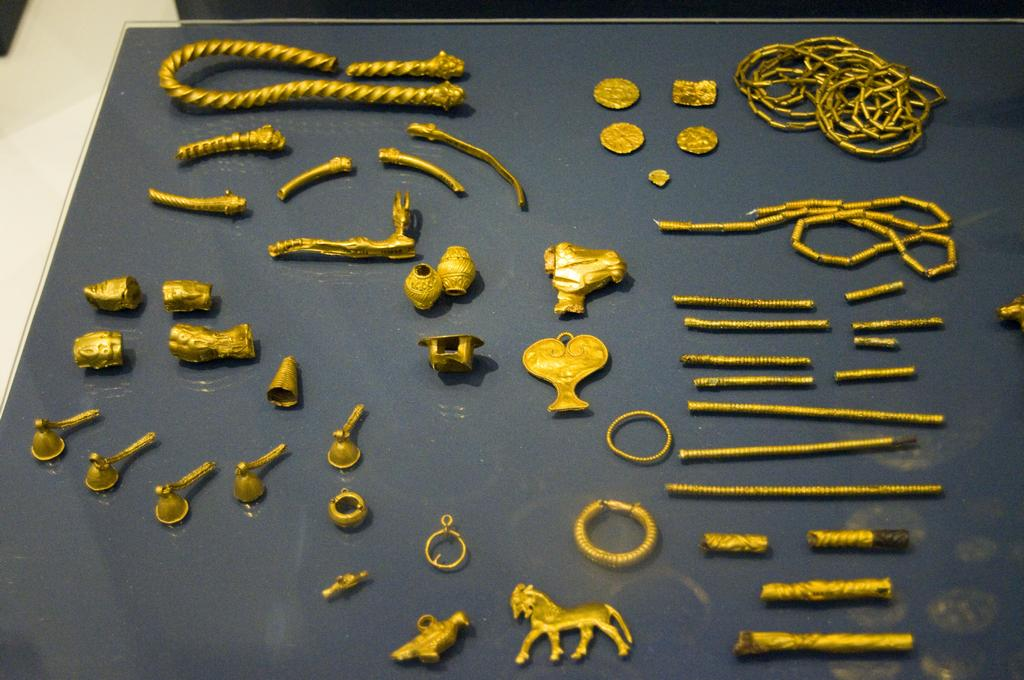
Diversos objetos pertenecientes al tesoro del Oxus en el Museo Británico.

El contexto histórico en el que se realiza el hallazgo del tesoro del Oxus es el del Gran Juego que desarrollaron rusos y británicos por el control de Asia Central durante el siglo XIX. Durante este siglo, el Imperio ruso se fue expandiendo hacia el sur por Asia Central, amenazando la posición británica en la India. Por su parte, los británicos intentaron controlar Afganistán pero, tras su derrota en la primera guerra anglo-afgana (1839-1842), se conformaron con crear allí un estado colchón. Por su parte, en 1868, los rusos se hicieron con el control de todos los territorios situados al norte del Amu Daria, la frontera con Afganistán. Ese año, los rusos derrotaron al emirato de Bujará. Gran parte del territorio del emirato fue anexionado por Rusia, incluyendo la ciudad de Samarcanda. El resto del emirato, aunque conservó formalmente la independencia, se convirtió en un protectorado ruso en 1873.
En 1878 había comenzado la segunda guerra anglo-afgana, que duraría hasta 1881. El rey afgano Shere Alí Kan despertó la enemistad de los británicos al adoptar una política amistosa hacia Rusia en 1878. Al rechazar el rey un ultimátum británico, en noviembre de 1878 las fuerzas angloindias de nuevo invadieron Afganistán. A la muerte del rey en febrero de 1879, Yakub Kan, su hijo y sucesor, aceptó firmar con los británicos el tratado de Gandamak, por el que cedía al Reino Unido el control de su política exterior, permitía el establecimiento de una misión en Kabul y traspasaba a los británicos varias áreas fronterizas. Sin embargo, en septiembre de 1879, un levantamiento popular en la capital afgana pasó a cuchillo a la misión británica y provocó la reanudación de hostilidades. Tras varias victorias británicas, Kabul fue reocupado y Yakub Kan forzado a abdicar. A principios de 1880, Abd al-Rahman Kan, primo de Yakub Kan, vio la oportunidad de reclamar el trono para sí, y volvió del exilio con apoyo ruso, penetrando en Afganistán. Allí, Ayab Kan, hermano de Yakub, también pretendía el trono y en julio de 1880 inflingiría una derrota a los británicos en Maiwand, cerca de Kandahar. Finalmente, fue Abd al-Rahman Kan el que triunfaría en la guerra, con el consentimiento tácito de los británicos.

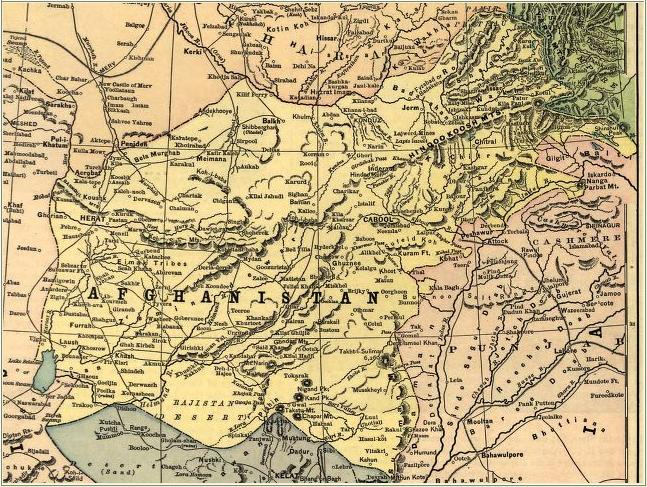
Mapa de Afganistán en 1893.

Fue durante esta guerra cuando tres comerciantes musulmanes de Bujará, Wazi ad-Din, Shuker Ali y Ghulan Muhammud, planearon un viaje a la India británica, a principios de 1880. Pensaban cruzar el Amu Daria al sur de la ciudad de Kobadian, a través del puerto de transbordadores de Takht-i Kuwad (en el emirato de Bujará, actualmente en Tayikistán). Sin embargo, allí supieron que el pretendiente Abd al-Rahman Kan se encontraba acampado con sus tropas cerca de Kunduz, al otro lado del río y que estaba exigiendo dinero en concepto de impuestos a comerciantes y viajeros para financiar su ejército. Los comerciantes, que portaban 80 000 rupias en metálico, buscaron algún procedimiento para deshacerse del dinero y así adquirieron lo que luego sería el tesoro del Oxus a unos lugareños que lo habrían encontrado entre 1876 o 1877 y 1880. Los comerciantes camuflaron las piezas cosidas en bolsas aparentando ser mercancías de poco valor, de forma que no fuesen gravadas por ningún recaudador de impuestos. El plan funcionó hasta que llegaron a Kabul, donde se encontraba estacionado un destacamento británico. Sin embargo, ahí comenzaba la parte más peligrosa del viaje, entre la capital afgana y Peshawar, a través del paso de Jiber. Este trayecto, que transcurría entre montañas, era el escenario perfecto para que las tribus locales pastunes (los ghilzai) asaltaran a viajeros y comerciantes y les robasen sus mercancías. Aunque había 16 000 soldados británicos estacionados en diferentes puntos de la ruta, el trayecto seguía siendo peligroso. Ya en mayo, los comerciantes se unieron a un convoy escoltado por militares que se dirigía a Peshawar. Sin embargo, es posible que se hubiese corrido la voz de lo que contenían sus fardos. A tres días de distancia de Kabul, tras pasar el puesto británico de Seh Baba, los comerciantes decidieron adelantarse al convoy, quizá temiendo a ladrones dentro del convoy. Sin embargo, poco antes de llegar a Jagdalak, sufrieron un ataque de bandidos ghilzai que los capturaron, robaron el tesoro y huyeron con el tesoro y los comerciantes.
Afortunadamente para los comerciantes, su sirviente se las arregló para escapar y llegar al puesto británico de Seh Baba, donde pidió ayuda a las autoridades militares británicas. El oficial al mando, el capitán Francis Charles Burton (un consumado lingüista, soldado valeroso y amigo de Rudyard Kipling), acompañado de dos ordenanzas, fue capaz de encontrar la cueva donde se ocultaban los bandidos con los comerciantes y liberarlos, junto con gran parte del tesoro. Al día siguiente, anunció que montaría una expedición de castigo contra los bandidos, los cuales, devolvieron otra parte sustanciosa del botín, lo que pareció satisfacer a todas las partes. En agradecimiento a Burton, los comerciantes le vendieron uno de los brazaletes, adquirido más tarde por el Museo de Victoria y Alberto y en la actualidad prestado en depósito a largo plazo en el Museo Británico. El resto del tesoro fue trasladado por los comerciantes a Jalalabad, a través del paso de Jiber a Peshawar y finalmente vendido en distintos bazares de Rawalpindi. Por eso las piezas del tesoro del Oxus pudieron comprarse después en los bazares de la India británica. Algunas fueron adquiridas entre 1881 y 1883 por Alexander Cunningham, director general del Servicio arqueológico de la India, y otras fueron obtenidas por el anticuario Augustus Wollaston Franks, quien era a la vez un conservador del Museo Británico y también compró la parte de Cunningham, para donar posteriormente toda la colección al Museo en 1897. El relato del periplo del tesoro hasta su llegada a los bazares indios proviene de O.M. Dalton, The Treasure of the Oxus (1905), el cual está basado en las declaraciones de los comerciantes ante las autoridades británicas tras su rescate.
En abril de 2007 el presidente de Tayikistán, Emomalii Rahmon, tras una visita a la región donde se cree que se encontró la colección de objetos de oro y plata que forma el tesoro del Oxus, exigió al Museo Británico que lo devolviera. Según el diario The Guardian, un portavoz del museo negó que Tayikistán haya hecho formalmente la petición para su devolución y declaró que, en principio, los administradores están en contra de su restitución.

## El contenido del tesoro

### Miniaturas
De los carros aqueménidas hay representaciones en las artes mayores como los relieves en piedra de Persépolis y en las artes menores en relieves en sellos y gemas preciosas, normalmente con dos ruedas y con variaciones tipológicas locales. En el antiguo Oriente Próximo los carros de dos ruedas eran tirados por dos o más caballos y se representan transportando entre dos y cuatro personas. Se utilizaban para la guerra, la caza o simplemente para pasear y sus usuarios eran personajes de alta categoría social.
Las cabinas de los carros tenían una estructura rectangular y en las dos miniaturas en oro del tesoro del Oxus se muestra una partición longitudinal de la cabina, que se podía utilizar como asiento. Las ruedas de los dos carros en miniatura pertenecientes al tesoro del Oxus y las del carro de Darío III mostrado en el mosaico de Issos (encontrado en Pompeya) son prácticamente idénticas.

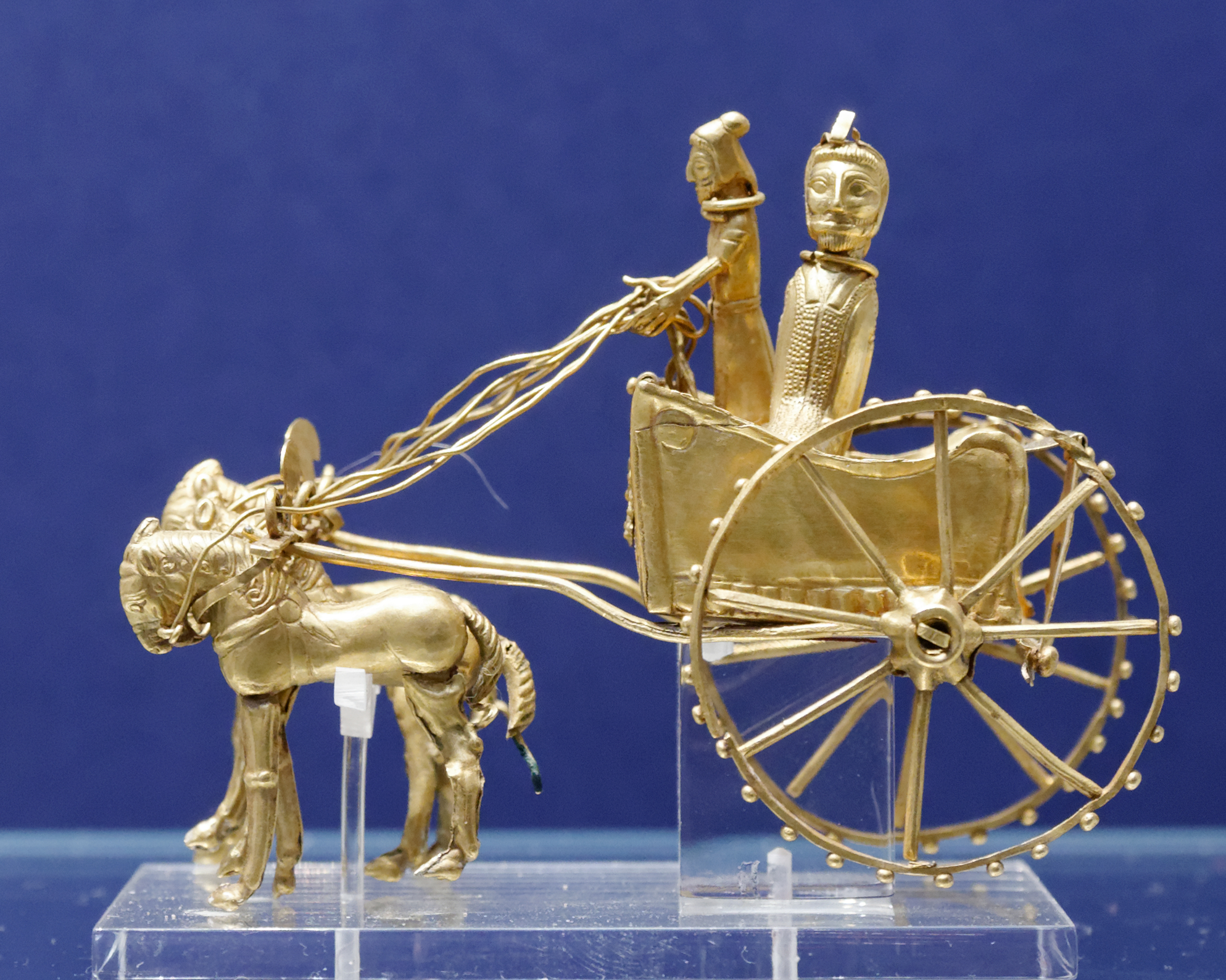
Carro de cuatro caballos de oro en el Museo Británico.

- Carro de cuatro caballos de oro: la pieza mide 18,8 cm de largo. La caja de la cabina está abierta por el costado trasero. La parte frontal es más alta con ornamentación de triángulos y una cabeza de Bes. Las ruedas son de dimensiones considerables, con ocho radios y toda la banda exterior está cubierta de bolitas. En la cabina hay un banco donde está sentada la figura principal, vestida con túnica larga («kandys») y también largas mangas de tipo medo.[nota 3] En la cabeza tiene colocada una capucha. A su lado se encuentra el conductor que lleva la cabeza cubierta y una túnica corta. Las piernas de las dos figuras que se fijan en el carro están hechas con hilo de oro. El carro se une a los cuatro caballos mediante dos varas que acaban en un solo yugo con agujeros para cada uno de los animales. Cada uno de ellos tiene dos correas a la altura del cuello. A los caballos les faltan siete patas y los radios de las ruedas son imperfectos. El hecho de que en este carro se incluya como decoración una cabeza de Bes (deidad protectora de los jóvenes en el Imperio persa) se cree que es para que fuera destinada a un niño o a usarse como exvoto.[23]

- Carro de un caballo de oro: la pieza del carro mide 8,4 cm de largo. En este carro faltan más piezas que en el anterior: no tiene ruedas, al personaje principal le falta la cabeza y también falta un caballo. La cabina del carro es de forma alargada y tiene en su centro un banco. En las bandas laterales hay dos aberturas que hacen de asideros. Tiene dos brazos como la pieza anterior pero hechos con dos varas planas de hierro. El caballo tiene una cabeza más detallada y mide 4,3 cm de largo.[24]

### Joyas

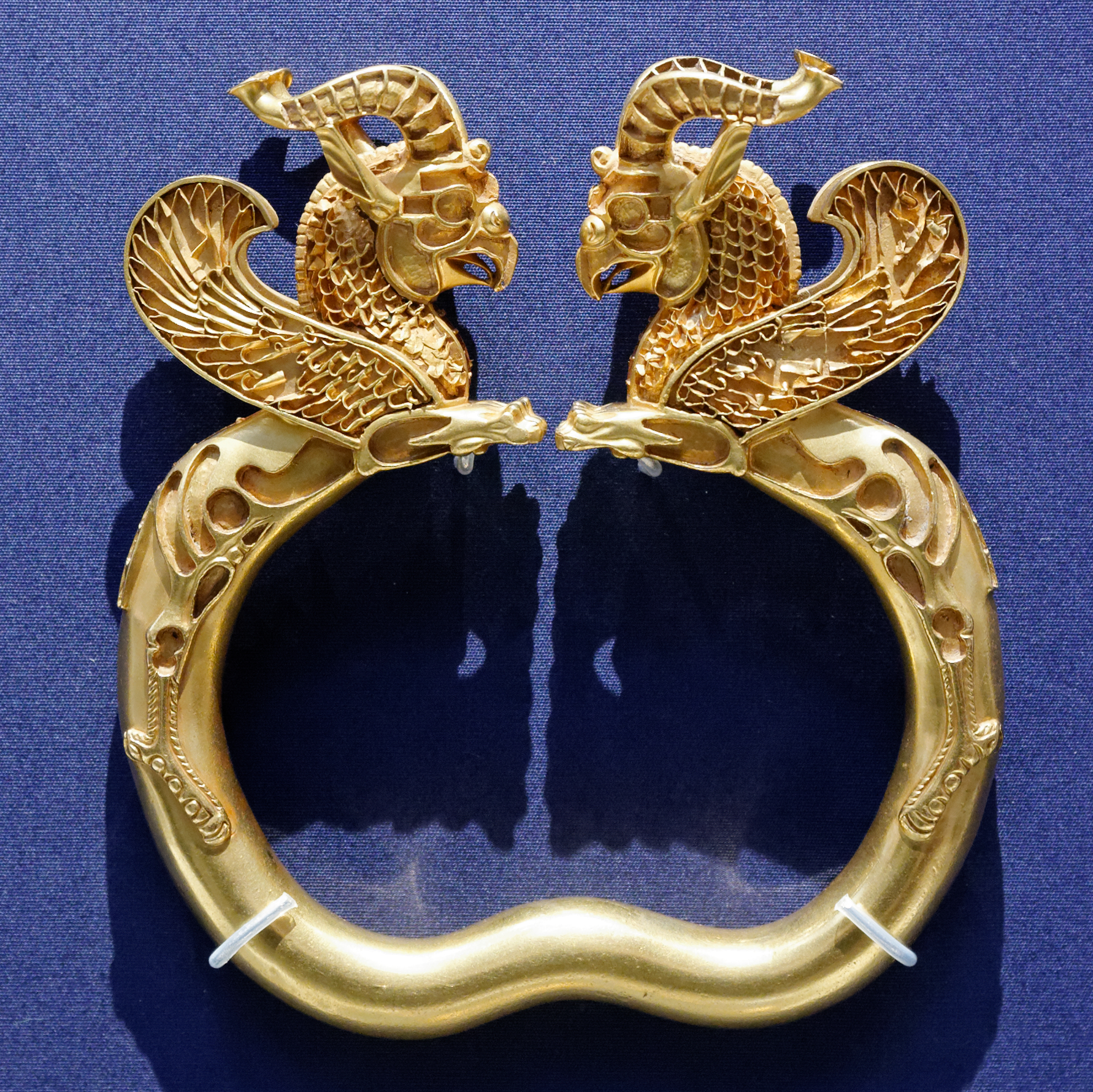
Brazalete de oro con acabados en forma de grifo en el Museo Británico.
ME 124017.

En el arte de la joyería del periodo aqueménida destacaba la decoración polícroma gracias a la técnica, característica de esta época, de la incrustación de piedras preciosas y esmaltes, siendo las más populares la turquesa, el lapislázuli, la cornalina, el cristal de roca, el ágata y el nácar. Se cree que este arte procedía de Egipto, donde ya había una gran tradición de joyería polícroma desde el segundo milenio a. C. Así consta en una inscripción de Darío donde dice: «... los orfebres que trabajaban el oro (en el palacio) eran medos y egipcios». Los brazaletes generalmente tenían acabados en forma de cabeza de animal, principalmente de león y de grifo, de cabras aladas y dragones. Los ejemplos más conocidos de brazaletes con incrustaciones son los del tesoro del Oxus.
Entre los diversos brazaletes que forman parte del tesoro del Oxus destacan dos muy parecidos (los dos en el Museo Británico, uno donado por A. Wollaston Franks y el otro adquirido por Burton y más tarde por el Museo Victoria y Alberto y a día de hoy en depósito a largo plazo en dicho museo). Estos dos brazaletes tienen diversas partes realizadas individualmente y después unidas. Aunque al principio se creía que el aro de la pulsera era macizo, se ha demostrado, por un agujero producido en un brazalete, que es un tubo vacío. La técnica utilizada fue el moldeo a la cera perdida. También fueron modeladas en cera las cabezas de los animales y las partes lisas se pulieron. Algunos elementos como las alas de los grifos fueron soldados. Los orfebres que realizaron los brazaletes eran profesionales de gran nivel técnico y estético. Estas pulseras son el ejemplo más notable del tesoro del Oxus junto con el carro en miniatura.

### Placas votivas
Cincuenta y una placas votivas rectangulares de oro se encuentran entre las piezas que componen el tesoro del Oxus. Excepto tres que representan animales y una que es lisa, el resto muestran figuras humanas, la mayoría hombres, con vestido medo y portando en las manos «barsomes» (manojos de ramas sagradas que llevaban, normalmente, los sacerdotes), flores o lanzas. Se cree que todas estas placas pertenecían a un templo.
Los sacerdotes o magos aparecen representados con frecuencia en el arte aqueménida, como se puede ver en un relieve del yacimiento de Dascilio, cerca del lago Manyas (actual Turquía). En este aparecen dos sacerdotes delante de un sepulcro con «barsomes» en una mano y vestidos con turbantes que les tapan la nariz y la boca. Parece que se tapaban la boca ante el fuego sagrado para no contaminarlo con su aliento. En las placas votivas del Oxus se puede ver la representación de algunos sacerdotes. Cuando están en presencia de los reyes llevan vestidos de estilo persa, pero en las escenas en las que no aparece el rey, sus vestiduras son de estilo medo.

#### Algunas placas
- La placa con referencia ANE 123949[nota 4] representa una figura masculina de perfil mirando hacia la derecha y llevando un «barsom» en la mano derecha. Su vestidura consta de una túnica hasta las rodillas atada con cinturón y pantalones largos. Se cubre la cabeza con un tocado con cogotera. La túnica está adornada con unas franjas bordadas, lleva en la cintura un acinaces. Este tipo de vestido se encuentra también a los relieves de la fachada occidental del Palacio de Darío en Persépolis.[33]

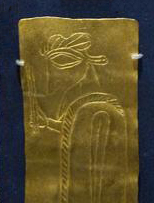
Placa votiva 11,8 x 4,3 cm Museo Británico ANE 123969.
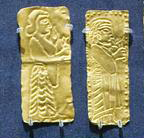
Placas votivas Museo Británico ANE 123990 (izquierda) y ANE 123994 (derecha).
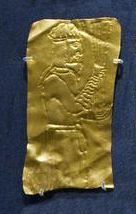
Placa votiva Museo Británico ANE 123953.

- La placa con referencia ANE 123993 muestra una figura masculina de perfil con barba puntiaguda mirando hacia la izquierda y en la mano, también izquierda, lleva un objeto que podría ser una flor. Su vestido de túnica larga es de estilo persa.[nota 5][33]

- La placa con referencia ANE 123951, de la cual solo se conserva la parte superior, muestra una figura masculina de perfil mirando hacia la derecha y que con ambas manos sostiene un «barsom». La túnica presenta decoraciones en las mangas. Sobre la cabeza porta un tocado flexible con cubrebarba y cogotera.[33]

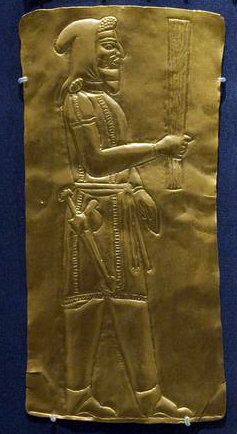
Placa votiva 15,1 x 7,5 cm Museo Británico ANE 123949.
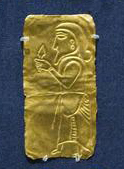
Placa votiva 5,25 x 2,65 cm Museo Británico ANE 123993.
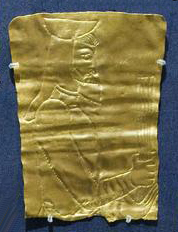
Placa votiva 7,8 x 5,8 cm Museo Británico ANE 123951.

- La placa con referencia ANE 123969 muestra una figura masculina de perfil mirando hacia la izquierda. Aunque el diseño está sólo esbozado se puede percibir cómo la cabeza le queda cubierta con un tocado flexible con cogotera. El vestido es una túnica larga a manera de abrigo con adornos en la parte delantera, que le rodea el cuello. Sostiene un «barsom» con la mano derecha y no se le aprecia la izquierda.[33]

- La placa con referencia ANE 123990 muestra una figura femenina de perfil mirando hacia la derecha. Lleva un vestido persa largo con manga ancha. Sostiene una flor en la mano derecha y un objeto no identificado en la mano izquierda.[33]

- La placa con referencia ANE 123994 muestra una figura femenina de perfil mirando hacia la derecha. Tiene una gran cabellera que reposa sobre los hombros, lleva pendientes y está vestida con una túnica larga. En la mano derecha sostiene una flor como ofrenda. Toda la placa tiene una decoración en sus bordes realizada con puntos de cincel.[33]

- La placa con referencia ANE 123953, de la cual sólo se conserva la parte superior, muestra una figura masculina de perfil mirando hacia la derecha. Lleva un «barsom» sostenido con la mano derecha y la vestidura es una túnica atada con cinturón. La cabeza le queda cubierta con un tocado con cogotera.[33]

- Placa votiva 11,8 x 4,3 cm
 Museo Británico ANE 123969.
- Placas votivas
 Museo Británico ANE 123990 (izquierda) y ANE 123994 (derecha).
- Placa votiva
 Museo Británico ANE 123953.

### Estatuillas votivas

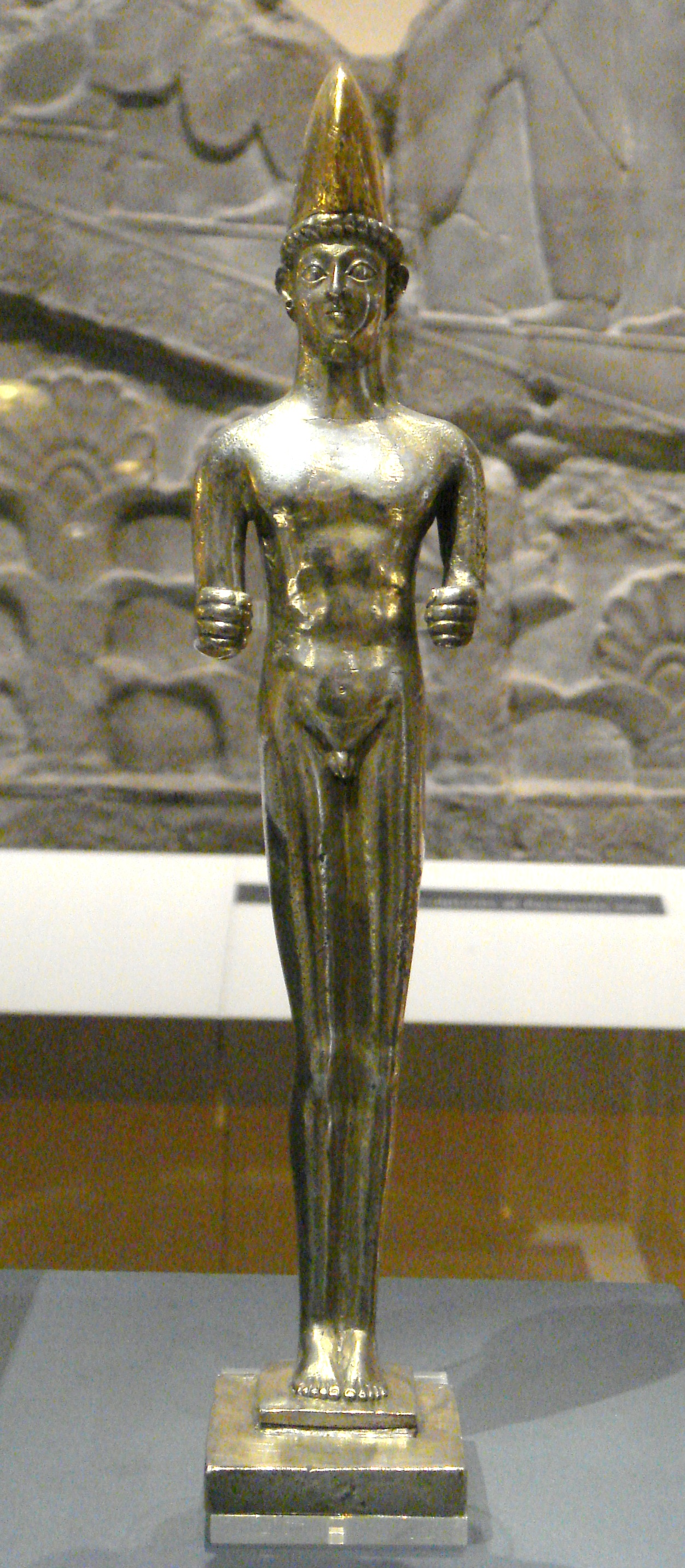
Estatuilla votiva, Museo Británico. ME 123905.

En el mundo antiguo era muy común la tradición de ofrendar a los dioses de los templos su representación propia en estatuillas, bien para pedir un favor, para dar las gracias por algún favor recibido (exvoto) o simplemente, en señal de respeto. Estas se solían hacer en diferentes materiales como la terracota, la plata y el oro. Entre las piezas que forman el tesoro del Oxus se encuentran diversas estatuillas votivas que se cree proceden de un templo cerca del río Oxus, fechadas en los siglos V y IV a. C.
En primer lugar, destaca la estatuilla con referencia ME 123905, que muestra a un personaje joven masculino sobre un pedestal de dos peldaños. Se presenta completamente desnudo, con sólo un casquete sobre la cabeza, por lo que le sobresale un bucle de pelo sobre su frente. Tiene las orejas perforadas y el que no tenga barba se ha relacionado con la estatuaria griega, aunque el casquete abombado es de un estilo persa que también se puede observar en los relieves de Persépolis. Su actitud es firme, con los brazos en ángulo recto hacia el frente y unos puños cerrados que tienen agujeros verticales para sujetar unos objetos, en la actualidad desaparecidos. Tiene una altura de 29,2 cm y está realizada en plata.

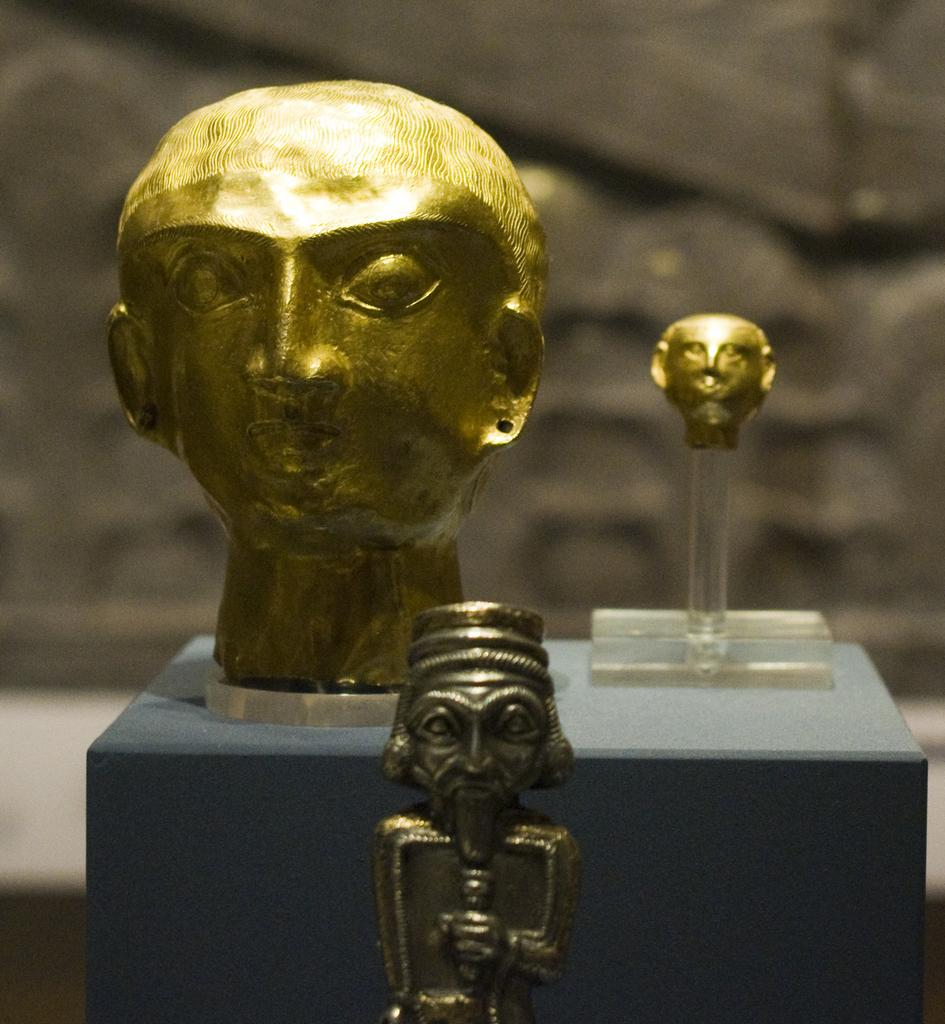
Cabeza de oro, referencia: ME 123906.

También cabe mencionar la estatuilla votiva con referencia ME 123901, de plata dorada y representando a un hombre vestido al estilo persa. Esta figura sostiene un manojo de varas sagradas («barsomes») en la mano izquierda y lleva un sombrero con una franja en la parte superior con almenas grabadas. Es posible que quisiera representar a un rey. Mide 14,8 cm.
Otras estatuillas más pequeñas, de unos cinco centímetros, están realizadas en oro y vestidas con abrigos de mangas anchas que parecen vacías y con adornos imitando bordados. Llevan altos casquetes que les cubren, además, las orejas y parte de la barba. En la mano derecha sostienen unos «barsomes».
Hay una cabeza de oro perteneciente a una figura de un joven imberbe. Tiene un estilo diferente a las otras, su técnica es tosca y resulta difícil atribuirla a una escuela concreta por lo que se cree que fuera de fabricación local.

### Piezas de vajilla

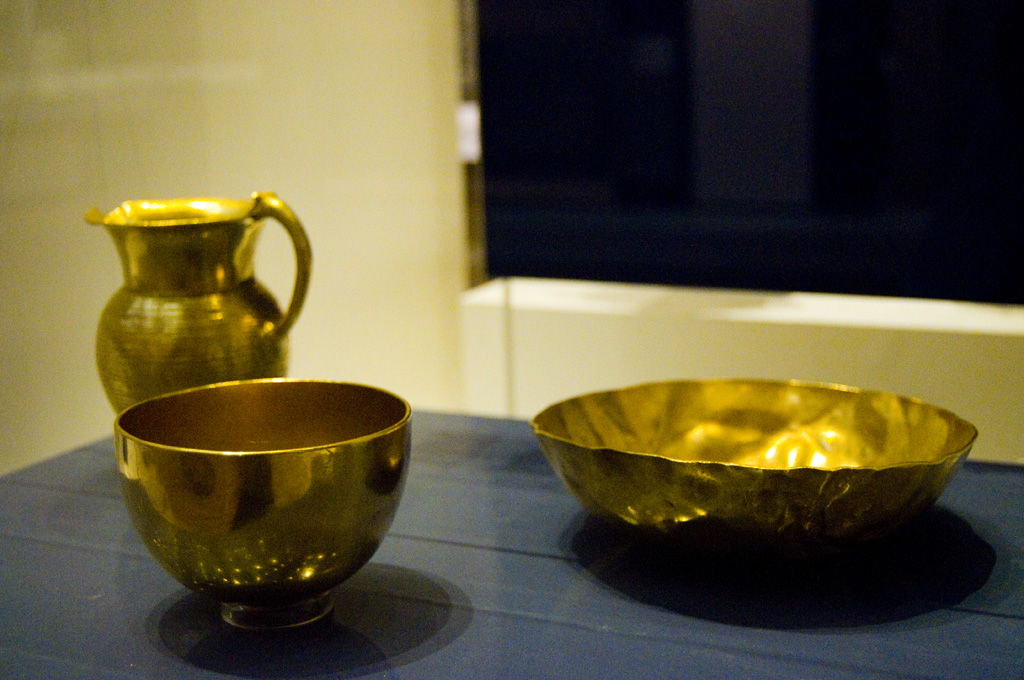
Diferentes piezas de vajilla del tesoro del Oxus.

El historiador Heródoto en los volúmenes de su Historia sobre las guerras médicas, dice:

Cuando el gran rey [..] se pone al frente de sus tropas y marcha contra el enemigo, lleva dispuestas [..] hasta el agua del río Choaspes que pasa por Susa [..]. Con este objeto le siguen [..] muchos carros [..] que conducen unas vasijas de plata en que va cocida el agua del Choaspes.

Aquel naufragio [el de la flota persa en las costas de Magnesia], en efecto, fue una mina de oro para un ciudadano de Magnesia [..] pues en algún tiempo recogió allí mucho vaso de oro y mucho asimismo de plata.
Heródoto, Historia I, 188; VII, 190.

Así se sabe que en la corte persa se utilizaban en los banquetes piezas de oro y plata. En los relieves de la Apadana de Persépolis se aprecian las representaciones de las delegaciones medas, armenias y lidias que llevan en sus manos recipientes entre los que hay ánforas y jarras con los cuerpos acanalados o lisos. Las piezas de mesa del tesoro del Oxus, también de oro, plata y plata dorada, tienen en algunos ejemplares la decoración acanalada, cenefas, flores de loto y hojas de loto superpuestas —que son una invención aqueménida inspirada en anteriores utensilios iraníes.
La mayor parte de estos objetos de metal aqueménidas se trabajaron martilleando o curvando las láminas del metal utilizado, los detalles se hacían con cincel y acababan las piezas con el bruñido; algunas vasijas y tinajas parece que se realizaron mediante el moldeo a la cera perdida.
Entre los objetos de mesa se encuentra una jarra de oro, con el cuerpo acanalado horizontal y boca ancha; después de haber sido realizada con la cera perdida, de la que hay muestras de la fundición en su interior, se enganchó el asa, el extremo superior de la cual tiene forma de cabeza de león, como si quisiera morder el borde de la jarra. La decoración se hizo con cincel.

### Otras piezas

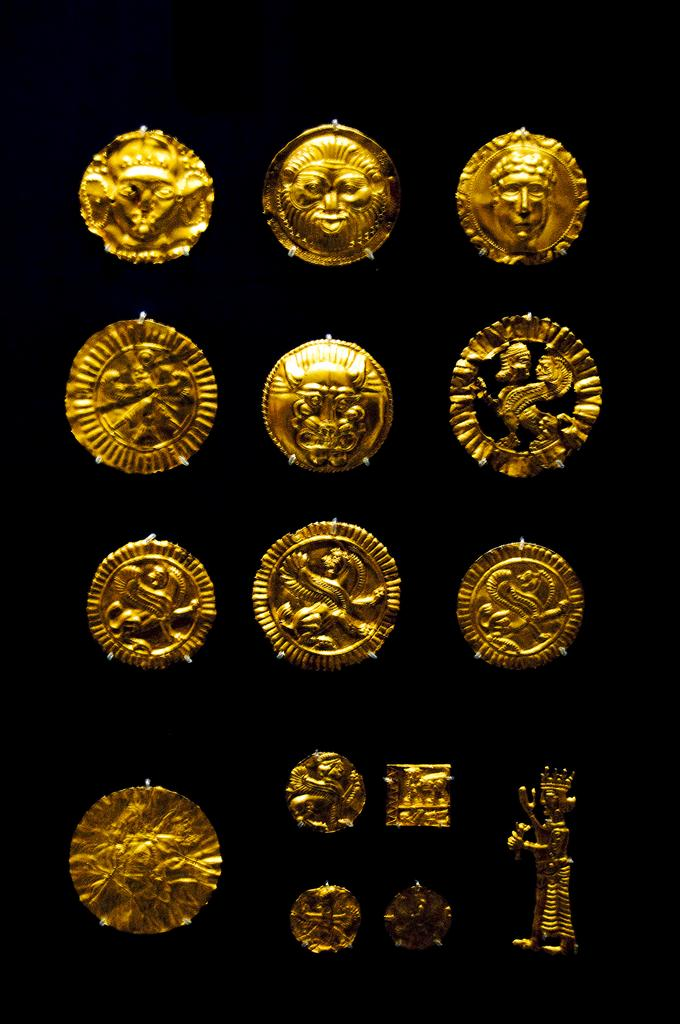
Placas circulares de ornamento.

En el tesoro del Oxus se encuentra una gran variedad de piezas, entre las que está la vaina de oro para acinaces, donde se representan en relieve escenas de caza. Iba colocada encima de una vaina de madera o de cuero, hoy desaparecida; la parte de detrás era lisa. Las escenas de caza están grabadas de un extremo al otro de la vaina donde se encuentran cinco parejas de jinete y león formando una hilera. Mientras que en la parte superior, más ancha, se aprecian cuatro jinetes armados con lanzas y luchando contra unos leones que los atacan, sobre uno de los jinetes hay un disco alado, los guerreros se encuentran vestidos con grandes guarniciones y cinturón, llevan casquetes altos y parece que van descalzos. Esta vaina ha sido restaurada a partir de siete fragmentos y ha sido fechada posiblemente en el reinado de Artajerjes II (404-359 a. C.) y aunque se ha relacionado con el arte asirio del siglo VII a. C. por la temática que desarrollan los relieves, los arreos de los caballos no son asirios. Mide 27,6 cm de largo.
Hay varias placas circulares de oro repujado, con representaciones de grifos, con la cabeza del dios egipcio Bes, una con un diseño calado que muestra una esfinge, un busto de una figura barbada con corona persa y una placa recortada que representa la figura de un hombre con corona y vestido persa portando en la mano izquierda una flor. Asimismo, se encuentra una placa en forma de grifo con cuerpo de cabra salvaje y una cola en forma de hoja; presenta cavidades para incrustaciones.

## Importancia
El tesoro del Oxus no es sólo el conjunto mejor conocido de piezas de oro y plata del periodo aqueménida. Su importancia estriba en que prácticamente todas las valoraciones sobre la orfebrería en oro y plata aqueménida (factura de los objetos, estilo, iconografía... incluso las valoraciones sobre su autenticidad) se han basado en las piezas del tesoro del Oxus. Esto es así porque, desde que el tesoro del Oxus fue adquirido por el Museo Británico, numerosos sitios han sido excavados en Irak, Turkmenistán y la antigua Bactriana sin encontrar ningún conjunto de piezas comparable al del tesoro del Oxus. Por ejemplo, la ya citada excavación del templo de Takhti-Sangin estaba compuesta fundamentalmente por piezas de bronce y marfil, en su mayoría del periodo helenístico.

## Polémicas
La autenticidad del tesoro del Oxus ha sido cuestionada. El más contundente ha sido Oscar White Muscarella, arqueólogo estadounidense, antiguo conservador del Museo Metropolitano de Arte y autor de The lie became great: the forgery of ancient Near Eastern cultures. Muscarella ha criticado lo que denomina "arqueología de bazar" (la tendencia por parte de los museos de adquirir piezas no mediante excavaciones, sino comprándoselas a comerciantes locales, creyendo las fantasiosas historias que cuentan sobre su origen y, de esta forma, falsificando la comprensión de la Historia). Muscarella considera que no existió un tesoro, sino que la historia de su hallazgo (que considera increíble) proviene de las fantasías de los comerciantes de los bazares de Rawalpindi, y que varios de los objetos son posiblemente falsificaciones. En concreto, por lo que respecta a las placas, Muscarella afirma que tienen un acabado tosco y sin ninguna relación con hallazgos aqueménidas excavados de forma profesional. Estas conclusiones han sido negadas por los especialistas del Museo Británico, que aluden a exámenes científicos, análisis históricos y el descubrimiento de piezas paralelas a las del tesoro del Oxus como pruebas de la autenticidad del tesoro.

## El «segundo tesoro»

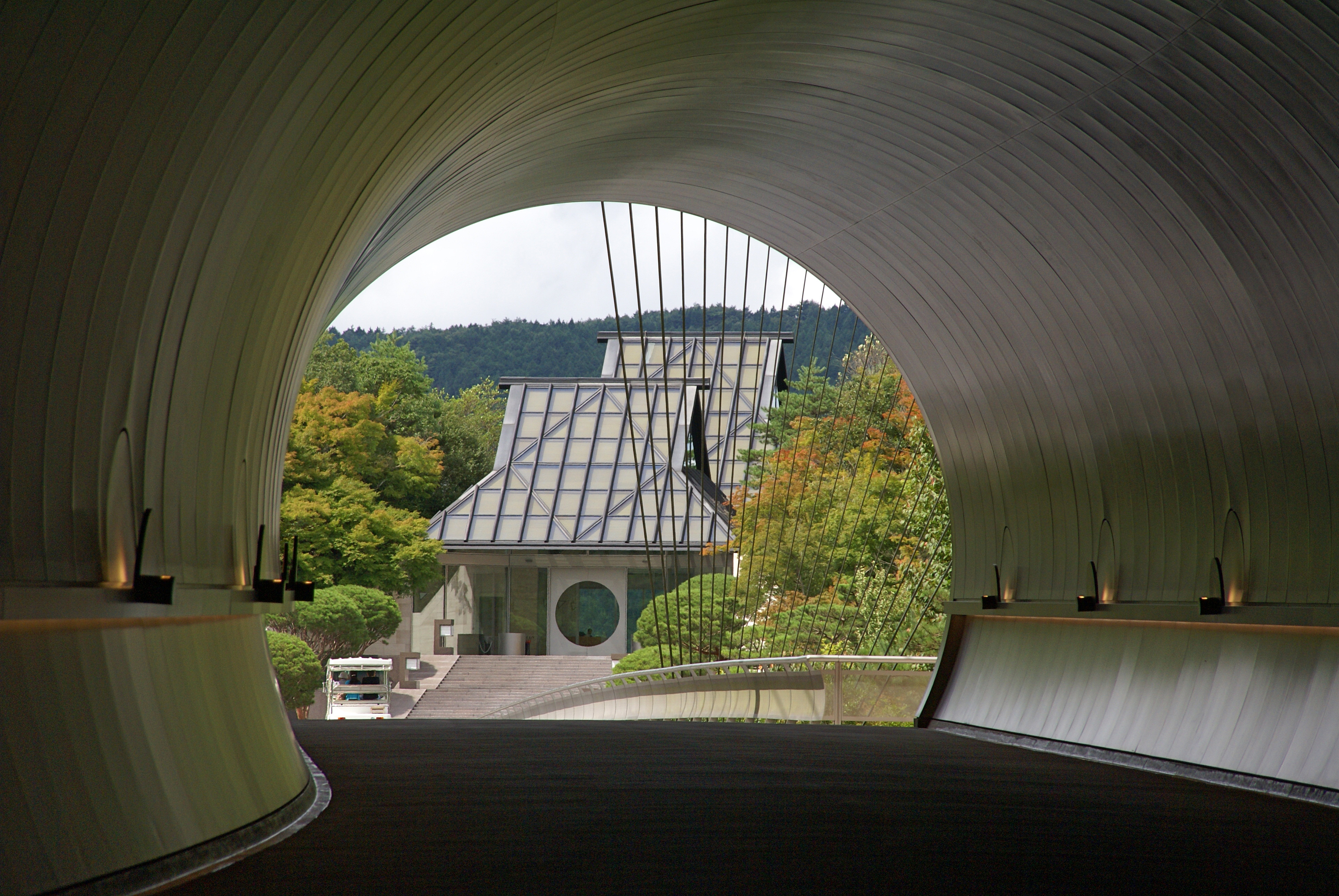
Museo Miho, diseñado por I. M. Pei, en Koka, prefectura de Shiga, Japón.

Existe otro grupo de piezas de oro aqueménidas que se ha relacionado con el tesoro del Oxus, tanto incluso como para ser denominado «segundo tesoro del Oxus». Este grupo apareció en el mercado de antigüedades a mediados de la década de 1990 y fue adquirido por el Museo Miho de Japón, que lo presentó en una exposición celebrada en 2002 titulada "Tesoros de Bactriana", con motivo del quinto aniversario de la apertura del museo.
La hipótesis de que este conjunto tiene el mismo origen que el tesoro del Oxus fue postulada por Igor Pichikyan, uno de los descubridores y excavadores del templo de Takhti-Sangin en su artículo Rebirth of the Oxus Treasure: Second Part of the Oxus Treasure from the Miho Museum Collection. De acuerdo con sus conclusiones, los ghilzai que asaltaron a los tres comerciantes de Bujará habrían conseguido conservar parte del tesoro, que no devolvieron a Burton, y huyeron a sus bases en Nuristán. El jefe local de la tribu se habría quedado con el tesoro restante y lo habría escondido, sin dejar detalles de su localización. Durante más de un siglo, los miembros de su familia habrían buscado en vano el tesoro, sin encontrarlo hasta 1993, cuando habrían descubierto un conjunto de 2 500 piezas y monedas de oro y plata, que habrían sido pasadas de contrabando a Pakistán y adquiridas por intermediarios del Museo Miho, que estaba constituyendo su colección (el museo abrió sus puertas en 1997). Estas conclusiones son rebatidas por Muscarella, que afirma que esta historia es una pura invención, propagada por los vendedores del conjunto. Más aún, que a pesar de las afirmaciones de Miho de que, aunque sus piezas forman parte del hallazgo original, provienen de un taller diferente, son una pura invención destinada a promocionar su colección.
En todo caso, parece que este segundo «tesoro» proviene de una excavación ilegal en Mir Zakah, una pequeña población situada al este de Ghazni, a pocos kilómetros de la frontera pakistaní en la provincia de Patkia.

## Exposiciones

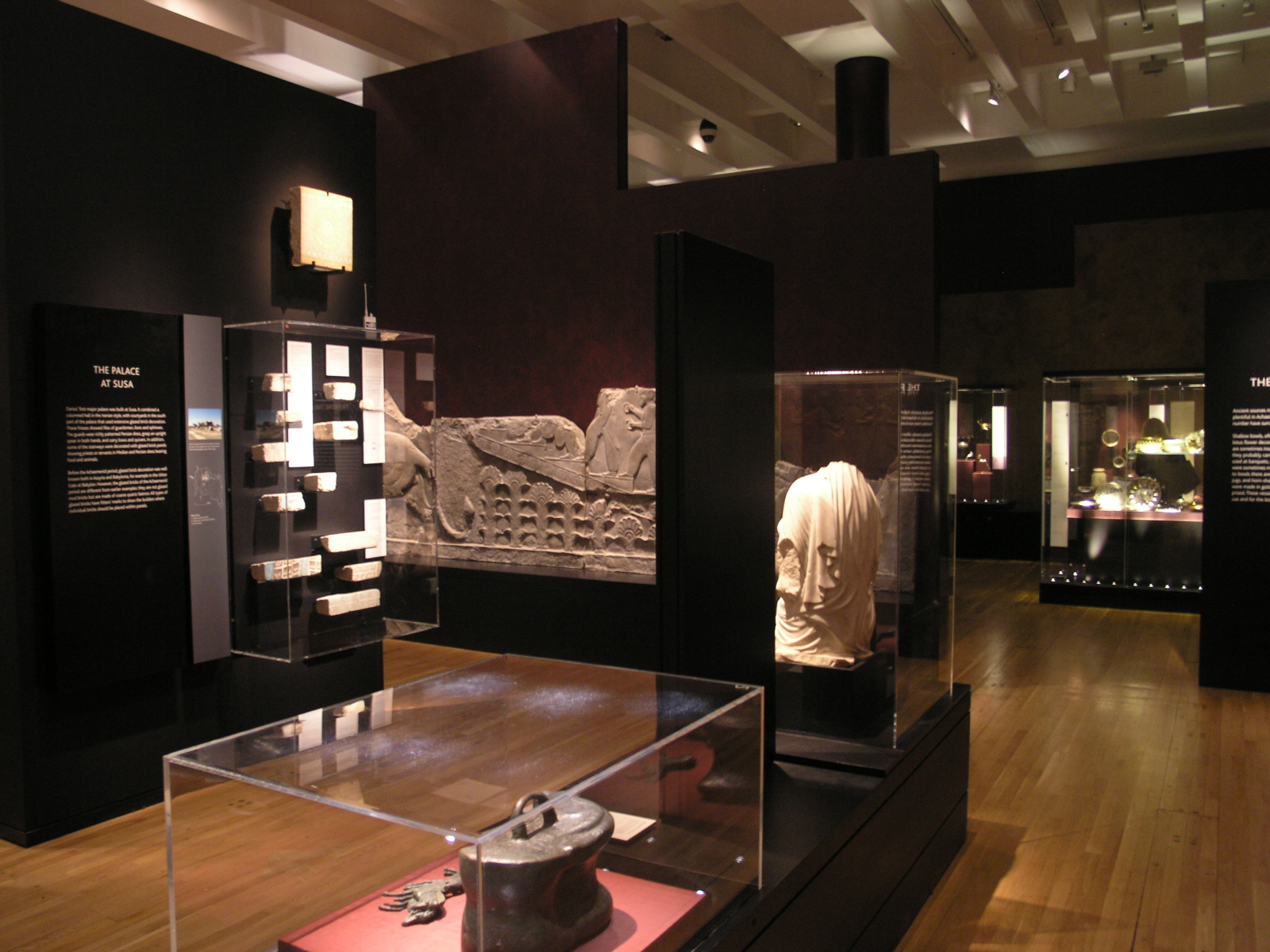
Sala 5 de la exposición Forgotten Empire - The World of Ancient Persia realizada en el Museo Británico (2005-2006).

En septiembre de 2005, el Museo Británico y el Museo Nacional de Irán, con la colaboración del Museo del Louvre, organizaron en Londres la exposición Forgotten Empire - The World of Ancient Persia. Esta exposición fue la más exhaustiva organizada hasta la fecha sobre el periodo aqueménica, mostró 321 piezas y contó como base con material de los museos iraníes (no solo el Nacional de Irán sino también el Museo de Persépolis). También incluyó la gran mayoría de las piezas que conforman la colección del tesoro del Oxus, junto con otras obras y objetos provenientes de otros museos. La exposición, que duró cuatro meses, fue vista por 154 000 personas. El impulsor de la idea fue John Curtis, jefe del departamento del Antiguo Oriente Próximo, con el respaldo de Neil MacGregor, director del Museo Británico. MacGregor había viajado a Irán en abril del 2003 donde Mohammad-Reza Kargar, director del Museo Nacional de Irán en Teherán, y las autoridades iraníes aceptaron con gusto la idea de la exposición sobre la Persia aqueménida y acordaron ceder piezas clave. La exposición fue la más exitosa hasta la fecha después de la dedicada a Tutankamón de 1972.
La misma exposición, con algunas piezas menos, se exhibió en el CaixaForum de Barcelona en 2006, gracias a la colaboración de la Fundación La Caixa, con el nombre L'imperi oblidat. El món de l'antiga Pèrsia ("El imperio olvidado. El mundo de la antigua Persia").